# 랴잔 공국
랴잔 대공국(러시아어: Великое княжество Рязанское 벨리코네 크니야제스트보 리야잔스코에[*]) 또는 랴잔 공국은 1129년부터 1521년까지 오늘날 러시아의 랴잔 지역에 존속했던 류리크 왕조 출신의 공후가 다스리던 루스 공국이다. 키예프 루스가 여러 공국으로 분열될 때 성립된 루스인들의 군소 공국들 중 하나이며, 1521년에 모스크바 대공국에 의해 멸망하였다.

## 같이 보기
- 랴잔주